# Lista över fornlämningar i Skellefteå kommun
Lista över fornlämningar i Skellefteå kommun är en förteckning av ett urval av de fornlämningar som finns i Skellefteå kommun.

## Bureå
| Namn                      | Lämningstyp             | Tillkomsttid | Historisk indelning | Plats | Läge                 | ID-nr          | Bild                                 |
| ------------------------- | ----------------------- | ------------ | ------------------- | ----- | -------------------- | -------------- | ------------------------------------ |
| Bureå 2:1                 | Stensättning            |              | Bureå, Västerbotten |       | 64.629417, 21.002569 | 10013100020001 | Ladda upp en bild av detta fornminne |
| Bureå 4:1                 | Röse                    |              | Bureå, Västerbotten |       | 64.623094, 21.133778 | 10013100040001 | Ladda upp en bild av detta fornminne |
| Bureå 5:1                 | Stensättning            |              | Bureå, Västerbotten |       | 64.622576, 21.132419 | 10013100050001 | Ladda upp en bild av detta fornminne |
| Bureå 6:1                 | Röse                    |              | Bureå, Västerbotten |       | 64.611377, 21.172570 | 10013100060001 | Ladda upp en bild av detta fornminne |
| Bureå 6:2                 | Röse                    |              | Bureå, Västerbotten |       | 64.611373, 21.172925 | 10013100060002 | Ladda upp en bild av detta fornminne |
| Bureå 7:1                 | Röse                    |              | Bureå, Västerbotten |       | 64.610942, 21.173385 | 10013100070001 | Ladda upp en bild av detta fornminne |
| Bureå 8:1                 | Stensättning            |              | Bureå, Västerbotten |       | 64.615104, 21.170519 | 10013100080001 | Ladda upp en bild av detta fornminne |
| Bureå 8:2                 | Stensättning            |              | Bureå, Västerbotten |       | 64.615127, 21.171131 | 10013100080002 | Ladda upp en bild av detta fornminne |
| Bureå 9:1                 | Stensättning            |              | Bureå, Västerbotten |       | 64.614799, 21.170249 | 10013100090001 | Ladda upp en bild av detta fornminne |
| Bureå 10:1                | Stensättning            |              | Bureå, Västerbotten |       | 64.614745, 21.169022 | 10013100100001 | Ladda upp en bild av detta fornminne |
| Bureå 10:2                | Stensättning            |              | Bureå, Västerbotten |       | 64.614877, 21.169090 | 10013100100002 | Ladda upp en bild av detta fornminne |
| Bure kloster (Bureå 11:1) | Kloster                 |              | Bureå, Västerbotten |       | 64.618381, 21.211738 | 10013100110001 | Ladda upp en bild av detta fornminne |
| Bureå 12:1                | Gravfält                |              | Bureå, Västerbotten |       | 64.603848, 21.168462 | 10013100120001 | Ladda upp en bild av detta fornminne |
| Bureå 13:1                | Gravfält                |              | Bureå, Västerbotten |       | 64.603431, 21.171418 | 10013100130001 | Ladda upp en bild av detta fornminne |
| Bureå 16:1                | Röse                    |              | Bureå, Västerbotten |       | 64.580304, 21.289786 | 10013100160001 | Ladda upp en bild av detta fornminne |
| Bureå 17:1                | Röse                    |              | Bureå, Västerbotten |       | 64.585166, 21.288405 | 10013100170001 | Ladda upp en bild av detta fornminne |
| Bureå 17:2                | Röse                    |              | Bureå, Västerbotten |       | 64.584995, 21.288348 | 10013100170002 | Ladda upp en bild av detta fornminne |
| Bureå 17:3                | Röse                    |              | Bureå, Västerbotten |       | 64.584840, 21.288295 | 10013100170003 | Ladda upp en bild av detta fornminne |
| Rösbacken (Bureå 19:1)    | Gravfält                |              | Bureå, Västerbotten |       | 64.664295, 21.104114 | 10013100190001 | Ladda upp en bild av detta fornminne |
| Bureå 20:1                | Gravfält                |              | Bureå, Västerbotten |       | 64.660136, 21.099272 | 10013100200001 | Ladda upp en bild av detta fornminne |
| Bureå 21:1                | Röse                    |              | Bureå, Västerbotten |       | 64.660124, 21.102494 | 10013100210001 | Ladda upp en bild av detta fornminne |
| Bureå 22:1                | Röse                    |              | Bureå, Västerbotten |       | 64.648069, 21.074083 | 10013100220001 | Ladda upp en bild av detta fornminne |
| Bureå 22:2                | Röse                    |              | Bureå, Västerbotten |       | 64.648115, 21.074302 | 10013100220002 | Ladda upp en bild av detta fornminne |
| Bureå 23:1                | Röse                    |              | Bureå, Västerbotten |       | 64.635890, 21.191647 | 10013100230001 | Ladda upp en bild av detta fornminne |
| Bureå 24:1                | Röse                    |              | Bureå, Västerbotten |       | 64.635442, 21.191907 | 10013100240001 | Ladda upp en bild av detta fornminne |
| Bureå 24:2                | Röse                    |              | Bureå, Västerbotten |       | 64.635456, 21.191470 | 10013100240002 | Ladda upp en bild av detta fornminne |
| Bureå 27:1                | Röse                    |              | Bureå, Västerbotten |       | 64.597084, 21.357419 | 10013100270001 | Ladda upp en bild av detta fornminne |
| Bureå 28:1                | Stensättning            |              | Bureå, Västerbotten |       | 64.593826, 21.362663 | 10013100280001 | Ladda upp en bild av detta fornminne |
| Bureå 30:1                | Fiskeläge               |              | Bureå, Västerbotten |       | 64.569499, 21.478807 | 10013100300001 | Ladda upp en bild av detta fornminne |
| Bureå 31:1                | Röse                    |              | Bureå, Västerbotten |       | 64.522071, 21.361181 | 10013100310001 | Ladda upp en bild av detta fornminne |
| Bureå 32:1                | Stensättning            |              | Bureå, Västerbotten |       | 64.522128, 21.359843 | 10013100320001 | Ladda upp en bild av detta fornminne |
| Bureå 32:2                | Stensättning            |              | Bureå, Västerbotten |       | 64.522004, 21.360049 | 10013100320002 | Ladda upp en bild av detta fornminne |
| Bureå 33:1                | Stensättning            |              | Bureå, Västerbotten |       | 64.523063, 21.359463 | 10013100330001 | Ladda upp en bild av detta fornminne |
| Bureå 34:1                | Röse                    |              | Bureå, Västerbotten |       | 64.530527, 21.353166 | 10013100340001 | Ladda upp en bild av detta fornminne |
| Bureå 42:1                | Gravfält                |              | Bureå, Västerbotten |       | 64.566560, 21.300884 | 10013100420001 | Ladda upp en bild av detta fornminne |
| Bureå 44:1                | Röse                    |              | Bureå, Västerbotten |       | 64.576836, 21.292097 | 10013100440001 | Ladda upp en bild av detta fornminne |
| Bureå 45:1                | Röse                    |              | Bureå, Västerbotten |       | 64.576274, 21.292746 | 10013100450001 | Ladda upp en bild av detta fornminne |
| Bureå 46:1                | Röse                    |              | Bureå, Västerbotten |       | 64.557102, 21.305064 | 10013100460001 | Ladda upp en bild av detta fornminne |
| Bureå 47:1                | Stensättning            |              | Bureå, Västerbotten |       | 64.556925, 21.308082 | 10013100470001 | Ladda upp en bild av detta fornminne |
| Bureå 48:1                | Röse                    |              | Bureå, Västerbotten |       | 64.540481, 21.305210 | 10013100480001 | Ladda upp en bild av detta fornminne |
| Bureå 49:1                | Röse                    |              | Bureå, Västerbotten |       | 64.539692, 21.308054 | 10013100490001 | Ladda upp en bild av detta fornminne |
| Bureå 50:1                | Röse                    |              | Bureå, Västerbotten |       | 64.536693, 21.323812 | 10013100500001 | Ladda upp en bild av detta fornminne |
| Bureå 51:1                | Stensättning            |              | Bureå, Västerbotten |       | 64.536851, 21.324594 | 10013100510001 | Ladda upp en bild av detta fornminne |
| Bureå 52:1                | Gravfält                |              | Bureå, Västerbotten |       | 64.536197, 21.322052 | 10013100520001 | Ladda upp en bild av detta fornminne |
| Bureå 54:1                | Röse                    |              | Bureå, Västerbotten |       | 64.521120, 21.316985 | 10013100540001 | Ladda upp en bild av detta fornminne |
| Bureå 54:2                | Stensättning            |              | Bureå, Västerbotten |       | 64.521172, 21.316329 | 10013100540002 | Ladda upp en bild av detta fornminne |
| Bureå 55:1                | Röse                    |              | Bureå, Västerbotten |       | 64.522113, 21.312254 | 10013100550001 | Ladda upp en bild av detta fornminne |
| Bureå 56:1                | Röse                    |              | Bureå, Västerbotten |       | 64.528534, 21.317035 | 10013100560001 | Ladda upp en bild av detta fornminne |
| Bureå 58:1                | Röse                    |              | Bureå, Västerbotten |       | 64.562100, 21.184269 | 10013100580001 | Ladda upp en bild av detta fornminne |
| Bureå 59:1                | Röse                    |              | Bureå, Västerbotten |       | 64.679587, 21.180885 | 10013100590001 | Ladda upp en bild av detta fornminne |
| Bureå 60:1                | Röse                    |              | Bureå, Västerbotten |       | 64.659138, 21.174367 | 10013100600001 | Ladda upp en bild av detta fornminne |
| Bureå 61:1                | Röse                    |              | Bureå, Västerbotten |       | 64.653439, 21.197953 | 10013100610001 | Ladda upp en bild av detta fornminne |
| Bureå 62:1                | Röse                    |              | Bureå, Västerbotten |       | 64.588070, 21.288048 | 10013100620001 | Ladda upp en bild av detta fornminne |
| Bureå 62:2                | Röse                    |              | Bureå, Västerbotten |       | 64.588229, 21.288373 | 10013100620002 | Ladda upp en bild av detta fornminne |
| Bureå 65:1                | Gravfält                |              | Bureå, Västerbotten |       | 64.526844, 21.358329 | 10013100650001 | Ladda upp en bild av detta fornminne |
| Bureå 69:1                | Stensättning            |              | Bureå, Västerbotten |       | 64.653268, 21.078025 | 10013100690001 | Ladda upp en bild av detta fornminne |
| Bureå 69:2                | Stensättning            |              | Bureå, Västerbotten |       | 64.653117, 21.078982 | 10013100690002 | Ladda upp en bild av detta fornminne |
| Bureå 69:3                | Röse                    |              | Bureå, Västerbotten |       | 64.653029, 21.079426 | 10013100690003 | Ladda upp en bild av detta fornminne |
| Bureå 72:1                | Stensättning            |              | Bureå, Västerbotten |       | 64.660931, 21.111935 | 10013100720001 | Ladda upp en bild av detta fornminne |
| Bureå 72:2                | Röse                    |              | Bureå, Västerbotten |       | 64.660800, 21.112077 | 10013100720002 | Ladda upp en bild av detta fornminne |
| Bureå 72:3                | Stensättning            |              | Bureå, Västerbotten |       | 64.660633, 21.112212 | 10013100720003 | Ladda upp en bild av detta fornminne |
| Bureå 72:4                | Stensättning            |              | Bureå, Västerbotten |       | 64.660500, 21.112185 | 10013100720004 | Ladda upp en bild av detta fornminne |
| Bureå 72:5                | Röse                    |              | Bureå, Västerbotten |       | 64.660242, 21.112827 | 10013100720005 | Ladda upp en bild av detta fornminne |
| Bureå 72:6                | Röse                    |              | Bureå, Västerbotten |       | 64.660275, 21.113169 | 10013100720006 | Ladda upp en bild av detta fornminne |
| Bureå 73:1                | Röse                    |              | Bureå, Västerbotten |       | 64.653655, 21.216378 | 10013100730001 | Ladda upp en bild av detta fornminne |
| Bureå 74:1                | Stensättning            |              | Bureå, Västerbotten |       | 64.641216, 21.092436 | 10013100740001 | Ladda upp en bild av detta fornminne |
| Bureå 74:2                | Stensättning            |              | Bureå, Västerbotten |       | 64.641252, 21.092191 | 10013100740002 | Ladda upp en bild av detta fornminne |
| Bureå 79:1                | Röse                    |              | Bureå, Västerbotten |       | 64.624342, 21.160917 | 10013100790001 | Ladda upp en bild av detta fornminne |
| Bureå 79:2                | Röse                    |              | Bureå, Västerbotten |       | 64.624236, 21.160372 | 10013100790002 | Ladda upp en bild av detta fornminne |
| Bureå 80:1                | Röse                    |              | Bureå, Västerbotten |       | 64.621931, 21.151216 | 10013100800001 | Ladda upp en bild av detta fornminne |
| Bureå 83:1                | Röse                    |              | Bureå, Västerbotten |       | 64.614647, 21.166257 | 10013100830001 | Ladda upp en bild av detta fornminne |
| Bureå 84:1                | Röse                    |              | Bureå, Västerbotten |       | 64.622432, 21.133418 | 10013100840001 | Ladda upp en bild av detta fornminne |
| Bureå 85:1                | Röse                    |              | Bureå, Västerbotten |       | 64.665520, 21.103501 | 10013100850001 | Ladda upp en bild av detta fornminne |
| Bureå 85:2                | Röse                    |              | Bureå, Västerbotten |       | 64.665433, 21.103651 | 10013100850002 | Ladda upp en bild av detta fornminne |
| Bureå 87:1                | Röse                    |              | Bureå, Västerbotten |       | 64.595883, 21.207155 | 10013100870001 | Ladda upp en bild av detta fornminne |
| Bureå 97:1                | Stensättning            |              | Bureå, Västerbotten |       | 64.580982, 21.307492 | 10013100970001 | Ladda upp en bild av detta fornminne |
| Bureå 97:2                | Röse                    |              | Bureå, Västerbotten |       | 64.580705, 21.307436 | 10013100970002 | Ladda upp en bild av detta fornminne |
| Bureå 98:1                | Röse                    |              | Bureå, Västerbotten |       | 64.579938, 21.308935 | 10013100980001 | Ladda upp en bild av detta fornminne |
| Bureå 98:2                | Röse                    |              | Bureå, Västerbotten |       | 64.579860, 21.309087 | 10013100980002 | Ladda upp en bild av detta fornminne |
| Bureå 99:1                | Röse                    |              | Bureå, Västerbotten |       | 64.582682, 21.308696 | 10013100990001 | Ladda upp en bild av detta fornminne |
| Bureå 100:1               | Röse                    |              | Bureå, Västerbotten |       | 64.596430, 21.219518 | 10013101000001 | Ladda upp en bild av detta fornminne |
| Bureå 108:1               | Fiskeläge               |              | Bureå, Västerbotten |       | 64.549688, 21.459489 | 10013101080001 | Ladda upp en bild av detta fornminne |
| Bureå 118:1               | Fiskeläge               |              | Bureå, Västerbotten |       | 64.597543, 21.497461 | 10013101180001 | Ladda upp en bild av detta fornminne |
| Bureå 127:1               | Stensättning            |              | Bureå, Västerbotten |       | 64.598733, 21.292880 | 10013101270001 | Ladda upp en bild av detta fornminne |
| Bureå 127:2               | Stensättning            |              | Bureå, Västerbotten |       | 64.598737, 21.292668 | 10013101270002 | Ladda upp en bild av detta fornminne |
| Bureå 151:1               | Stensättning            |              | Bureå, Västerbotten |       | 64.521414, 21.362039 | 10013101510001 | Ladda upp en bild av detta fornminne |
| Bureå 213:1               | Röse                    |              | Bureå, Västerbotten |       | 64.565268, 21.302720 | 10013102130001 | Ladda upp en bild av detta fornminne |
| Bureå 226:1               | Stensättning            |              | Bureå, Västerbotten |       | 64.568364, 21.289877 | 10013102260001 | Ladda upp en bild av detta fornminne |
| Bureå 242:1               | Fiskeläge               |              | Bureå, Västerbotten |       | 64.571407, 21.407859 | 10013102420001 | Ladda upp en bild av detta fornminne |
| Bureå 356:1               | Grav- och boplatsområde |              | Bureå, Västerbotten |       | 64.602515, 21.186387 | 10013103560001 | Ladda upp en bild av detta fornminne |
| Bureå 357:1               | Stensättning            |              | Bureå, Västerbotten |       | 64.601998, 21.183278 | 10013103570001 | Ladda upp en bild av detta fornminne |
| Bureå 375:1               | Röse                    |              | Bureå, Västerbotten |       | 64.604291, 21.161668 | 10013103750001 | Ladda upp en bild av detta fornminne |
| Bureå 387:1               | Röse                    |              | Bureå, Västerbotten |       | 64.606176, 21.150017 | 10013103870001 | Ladda upp en bild av detta fornminne |
| Bureå 388:1               | Gravfält                |              | Bureå, Västerbotten |       | 64.605429, 21.183253 | 10013103880001 | Ladda upp en bild av detta fornminne |
| Bureå 389:1               | Stensättning            |              | Bureå, Västerbotten |       | 64.606806, 21.181336 | 10013103890001 | Ladda upp en bild av detta fornminne |
| Bureå 389:2               | Stensättning            |              | Bureå, Västerbotten |       | 64.606827, 21.181482 | 10013103890002 | Ladda upp en bild av detta fornminne |
| Bureå 389:3               | Stensättning            |              | Bureå, Västerbotten |       | 64.606762, 21.181779 | 10013103890003 | Ladda upp en bild av detta fornminne |

## Byske
| Namn                    | Lämningstyp      | Tillkomsttid | Historisk indelning | Plats | Läge                 | ID-nr          | Bild                                      |
| ----------------------- | ---------------- | ------------ | ------------------- | ----- | -------------------- | -------------- | ----------------------------------------- |
| Byske 1:1               | Röse             |              | Byske, Västerbotten |       | 64.977333, 21.271950 | 10013400010001 | Ladda upp en till bild av detta fornminne |
| Byske 1:2               | Stensättning     |              | Byske, Västerbotten |       | 64.977147, 21.271872 | 10013400010002 | Ladda upp en bild av detta fornminne      |
| Byske 2:1               | Röse             |              | Byske, Västerbotten |       | 64.955715, 21.247314 | 10013400020001 | Ladda upp en bild av detta fornminne      |
| Byske 2:2               | Röse             |              | Byske, Västerbotten |       | 64.955670, 21.247611 | 10013400020002 | Ladda upp en bild av detta fornminne      |
| Byske 3:1               | Röse             |              | Byske, Västerbotten |       | 64.955642, 21.248626 | 10013400030001 | Ladda upp en bild av detta fornminne      |
| Byske 4:1               | Röse             |              | Byske, Västerbotten |       | 64.955455, 21.249451 | 10013400040001 | Ladda upp en bild av detta fornminne      |
| Byske 4:2               | Röse             |              | Byske, Västerbotten |       | 64.955384, 21.249671 | 10013400040002 | Ladda upp en bild av detta fornminne      |
| Byske 7:1               | Begravningsplats |              | Byske, Västerbotten |       | 64.948086, 21.207081 | 10013400070001 | Ladda upp en bild av detta fornminne      |
| Byske 16:1              | Röse             |              | Byske, Västerbotten |       | 64.923092, 21.220294 | 10013400160001 | Ladda upp en bild av detta fornminne      |
| Byske 17:1              | Röse             |              | Byske, Västerbotten |       | 64.932970, 21.197871 | 10013400170001 | Ladda upp en bild av detta fornminne      |
| Byske 18:1              | Röse             |              | Byske, Västerbotten |       | 64.910962, 21.146598 | 10013400180001 | Ladda upp en bild av detta fornminne      |
| Byske 23:1              | Röse             |              | Byske, Västerbotten |       | 64.908344, 21.142566 | 10013400230001 | Ladda upp en bild av detta fornminne      |
| Byske 33:1              | Röse             |              | Byske, Västerbotten |       | 64.891678, 21.280076 | 10013400330001 | Ladda upp en bild av detta fornminne      |
| Byske 34:1              | Röse             |              | Byske, Västerbotten |       | 64.890686, 21.265131 | 10013400340001 | Ladda upp en bild av detta fornminne      |
| Byske 34:2              | Stensättning     |              | Byske, Västerbotten |       | 64.890664, 21.264996 | 10013400340002 | Ladda upp en bild av detta fornminne      |
| Byske 35:1              | Stensättning     |              | Byske, Västerbotten |       | 64.875662, 21.279933 | 10013400350001 | Ladda upp en bild av detta fornminne      |
| Byske 35:2              | Stensättning     |              | Byske, Västerbotten |       | 64.875705, 21.279730 | 10013400350002 | Ladda upp en bild av detta fornminne      |
| Byske 35:3              | Stensättning     |              | Byske, Västerbotten |       | 64.875760, 21.279720 | 10013400350003 | Ladda upp en bild av detta fornminne      |
| Byske 36:1              | Röse             |              | Byske, Västerbotten |       | 64.917124, 21.175625 | 10013400360001 | Ladda upp en bild av detta fornminne      |
| Byske 36:2              | Stensättning     |              | Byske, Västerbotten |       | 64.917300, 21.175214 | 10013400360002 | Ladda upp en bild av detta fornminne      |
| Byske 38:1              | Röse             |              | Byske, Västerbotten |       | 64.923413, 21.183714 | 10013400380001 | Ladda upp en bild av detta fornminne      |
| Byske 39:1              | Röse             |              | Byske, Västerbotten |       | 64.876463, 21.014496 | 10013400390001 | Ladda upp en bild av detta fornminne      |
| Byske 39:2              | Röse             |              | Byske, Västerbotten |       | 64.876547, 21.014681 | 10013400390002 | Ladda upp en bild av detta fornminne      |
| Byske 39:3              | Röse             |              | Byske, Västerbotten |       | 64.876326, 21.014553 | 10013400390003 | Ladda upp en bild av detta fornminne      |
| Byske 40:1              | Stensättning     |              | Byske, Västerbotten |       | 64.876075, 21.014799 | 10013400400001 | Ladda upp en bild av detta fornminne      |
| Byske 41:1              | Röse             |              | Byske, Västerbotten |       | 64.878234, 21.019776 | 10013400410001 | Ladda upp en bild av detta fornminne      |
| Byske 41:2              | Röse             |              | Byske, Västerbotten |       | 64.878216, 21.019540 | 10013400410002 | Ladda upp en bild av detta fornminne      |
| Byske 41:3              | Röse             |              | Byske, Västerbotten |       | 64.878116, 21.019309 | 10013400410003 | Ladda upp en bild av detta fornminne      |
| Byske 41:4              | Röse             |              | Byske, Västerbotten |       | 64.878132, 21.019883 | 10013400410004 | Ladda upp en bild av detta fornminne      |
| Byske 42:1              | Stensättning     |              | Byske, Västerbotten |       | 64.897563, 20.897408 | 10013400420001 | Ladda upp en bild av detta fornminne      |
| Byske 54:1              | Röse             |              | Byske, Västerbotten |       | 64.894235, 21.116598 | 10013400540001 | Ladda upp en bild av detta fornminne      |
| Byske 58:1              | Stensättning     |              | Byske, Västerbotten |       | 64.865118, 20.970074 | 10013400580001 | Ladda upp en bild av detta fornminne      |
| Byske 58:2              | Stensättning     |              | Byske, Västerbotten |       | 64.865237, 20.970012 | 10013400580002 | Ladda upp en bild av detta fornminne      |
| Byske 66:1              | Stensättning     |              | Byske, Västerbotten |       | 65.020131, 21.331647 | 10013400660001 | Ladda upp en bild av detta fornminne      |
| Byske 66:2              | Röse             |              | Byske, Västerbotten |       | 65.020079, 21.331360 | 10013400660002 | Ladda upp en bild av detta fornminne      |
| Byske 66:3              | Röse             |              | Byske, Västerbotten |       | 65.019957, 21.331270 | 10013400660003 | Ladda upp en bild av detta fornminne      |
| Byske 66:4              | Röse             |              | Byske, Västerbotten |       | 65.019853, 21.331141 | 10013400660004 | Ladda upp en bild av detta fornminne      |
| Byske 67:1              | Röse             |              | Byske, Västerbotten |       | 65.016953, 21.321484 | 10013400670001 | Ladda upp en bild av detta fornminne      |
| Byske 67:2              | Röse             |              | Byske, Västerbotten |       | 65.016742, 21.321102 | 10013400670002 | Ladda upp en bild av detta fornminne      |
| Byske 72:1              | Gravfält         |              | Byske, Västerbotten |       | 65.006233, 21.345231 | 10013400720001 | Ladda upp en bild av detta fornminne      |
| Byske 77:1              | Röse             |              | Byske, Västerbotten |       | 65.020403, 21.405165 | 10013400770001 | Ladda upp en bild av detta fornminne      |
| Byske 78:1              | Stensättning     |              | Byske, Västerbotten |       | 65.017709, 21.408971 | 10013400780001 | Ladda upp en bild av detta fornminne      |
| Byske 78:2              | Stensättning     |              | Byske, Västerbotten |       | 65.017604, 21.408906 | 10013400780002 | Ladda upp en bild av detta fornminne      |
| Kyrkbacken (Byske 79:2) | Begravningsplats |              | Byske, Västerbotten |       | 65.031875, 21.341006 | 10013400790002 | Ladda upp en bild av detta fornminne      |
| Byske 93:1              | Röse             |              | Byske, Västerbotten |       | 65.079621, 21.461781 | 10013400930001 | Ladda upp en bild av detta fornminne      |
| Byske 94:1              | Röse             |              | Byske, Västerbotten |       | 65.086499, 21.468771 | 10013400940001 | Ladda upp en bild av detta fornminne      |
| Byske 94:2              | Stensättning     |              | Byske, Västerbotten |       | 65.086374, 21.468546 | 10013400940002 | Ladda upp en bild av detta fornminne      |
| Byske 94:3              | Stensättning     |              | Byske, Västerbotten |       | 65.086346, 21.468818 | 10013400940003 | Ladda upp en bild av detta fornminne      |
| Byske 95:1              | Stensättning     |              | Byske, Västerbotten |       | 65.085968, 21.469967 | 10013400950001 | Ladda upp en bild av detta fornminne      |
| Byske 96:1              | Stensättning     |              | Byske, Västerbotten |       | 65.084559, 21.462567 | 10013400960001 | Ladda upp en bild av detta fornminne      |
| Byske 100:1             | Röse             |              | Byske, Västerbotten |       | 64.971699, 21.193326 | 10013401000001 | Ladda upp en bild av detta fornminne      |
| Byske 120:1             | Röse             |              | Byske, Västerbotten |       | 64.888980, 21.275164 | 10013401200001 | Ladda upp en bild av detta fornminne      |
| Byske 130:1             | Stensättning     |              | Byske, Västerbotten |       | 64.874043, 21.276280 | 10013401300001 | Ladda upp en bild av detta fornminne      |
| Byske 132:1             | Röse             |              | Byske, Västerbotten |       | 64.878012, 21.281810 | 10013401320001 | Ladda upp en bild av detta fornminne      |
| Byske 135:1             | Röse             |              | Byske, Västerbotten |       | 64.911948, 21.145170 | 10013401350001 | Ladda upp en bild av detta fornminne      |
| Byske 138:1             | Röse             |              | Byske, Västerbotten |       | 64.892700, 21.225104 | 10013401380001 | Ladda upp en bild av detta fornminne      |
| Byske 152:1             | Röse             |              | Byske, Västerbotten |       | 64.822682, 21.145849 | 10013401520001 | Ladda upp en bild av detta fornminne      |
| Byske 152:2             | Röse             |              | Byske, Västerbotten |       | 64.822767, 21.145993 | 10013401520002 | Ladda upp en bild av detta fornminne      |
| Byske 187:1             | Stensättning     |              | Byske, Västerbotten |       | 65.068043, 21.427323 | 10013401870001 | Ladda upp en bild av detta fornminne      |
| Byske 199:1             | Stensättning     |              | Byske, Västerbotten |       | 65.085654, 21.469424 | 10013401990001 | Ladda upp en bild av detta fornminne      |
| Byske 199:2             | Stensättning     |              | Byske, Västerbotten |       | 65.085593, 21.469728 | 10013401990002 | Ladda upp en bild av detta fornminne      |
| Byske 200:1             | Stensättning     |              | Byske, Västerbotten |       | 65.092661, 21.450051 | 10013402000001 | Ladda upp en bild av detta fornminne      |
| Byske 323:1             | Stensättning     |              | Byske, Västerbotten |       | 64.998205, 21.274447 | 10013403230001 | Ladda upp en bild av detta fornminne      |
| Byske 352:1             | Stensättning     |              | Byske, Västerbotten |       | 65.034325, 21.416950 | 10013403520001 | Ladda upp en bild av detta fornminne      |
| Byske 352:2             | Stensättning     |              | Byske, Västerbotten |       | 65.034235, 21.417187 | 10013403520002 | Ladda upp en bild av detta fornminne      |
| Byske 376:1             | Röse             |              | Byske, Västerbotten |       | 65.018546, 21.449006 | 10013403760001 | Ladda upp en bild av detta fornminne      |
| Byske 376:2             | Stensättning     |              | Byske, Västerbotten |       | 65.018445, 21.448854 | 10013403760002 | Ladda upp en bild av detta fornminne      |
| Byske 376:4             | Stensättning     |              | Byske, Västerbotten |       | 65.018568, 21.449950 | 10013403760004 | Ladda upp en bild av detta fornminne      |
| Byske 376:5             | Stensättning     |              | Byske, Västerbotten |       | 65.018717, 21.450263 | 10013403760005 | Ladda upp en bild av detta fornminne      |
| Byske 381:1             | Fiskeläge        |              | Byske, Västerbotten |       | 65.049166, 21.548076 | 10013403810001 | Ladda upp en bild av detta fornminne      |
| Byske 486:1             | Stensättning     |              | Byske, Västerbotten |       | 65.039690, 21.339010 | 10013404860001 | Ladda upp en bild av detta fornminne      |
| Byske 977               | Röse             |              | Byske, Västerbotten |       | 64.956816, 21.237493 | 12000000022269 | Ladda upp en bild av detta fornminne      |
| Byske 979               | Röse             |              | Byske, Västerbotten |       | 64.956835, 21.237497 | 12000000022271 | Ladda upp en bild av detta fornminne      |
| Byske 981               | Röse             |              | Byske, Västerbotten |       | 64.956812, 21.238138 | 12000000022273 | Ladda upp en bild av detta fornminne      |

## Jörn
| Namn       | Lämningstyp  | Tillkomsttid | Historisk indelning | Plats | Läge                 | ID-nr          | Bild                                 |
| ---------- | ------------ | ------------ | ------------------- | ----- | -------------------- | -------------- | ------------------------------------ |
| Jörn 723:1 | Minnesmärke  |              | Jörn, Västerbotten  |       | 65.327982, 20.085193 | 10014107230001 | Ladda upp en bild av detta fornminne |
| Jörn 785   | Stensättning |              | Jörn, Västerbotten  |       | 65.324571, 19.970021 | 12000000022290 | Ladda upp en bild av detta fornminne |

## Lövånger
| Namn                              | Lämningstyp                          | Tillkomsttid | Historisk indelning    | Plats     | Läge                 | ID-nr          | Bild                                      |
| --------------------------------- | ------------------------------------ | ------------ | ---------------------- | --------- | -------------------- | -------------- | ----------------------------------------- |
| Lövånger 2:1                      | Röse                                 |              | Lövånger, Västerbotten |           | 64.404251, 20.995137 | 10014400020001 | Ladda upp en bild av detta fornminne      |
| Lövånger 3:1                      | Röse                                 |              | Lövånger, Västerbotten |           | 64.412032, 21.015635 | 10014400030001 | Ladda upp en bild av detta fornminne      |
| Lövånger 4:1                      | Gravfält                             |              | Lövånger, Västerbotten |           | 64.419545, 21.047550 | 10014400040001 | Ladda upp en bild av detta fornminne      |
| Lövånger 5:1                      | Röse                                 |              | Lövånger, Västerbotten |           | 64.417246, 21.053034 | 10014400050001 | Ladda upp en bild av detta fornminne      |
| Lövånger 6:1                      | Röse                                 |              | Lövånger, Västerbotten |           | 64.418997, 21.041141 | 10014400060001 | Ladda upp en bild av detta fornminne      |
| Lövånger 7:1                      | Röse                                 |              | Lövånger, Västerbotten |           | 64.369678, 21.018617 | 10014400070001 | Ladda upp en bild av detta fornminne      |
| Lövånger 8:1                      | Röse                                 |              | Lövånger, Västerbotten |           | 64.367675, 21.020378 | 10014400080001 | Ladda upp en bild av detta fornminne      |
| Lövånger 9:1                      | Röse                                 |              | Lövånger, Västerbotten |           | 64.368905, 21.020537 | 10014400090001 | Ladda upp en bild av detta fornminne      |
| Lövånger 9:2                      | Stensättning                         |              | Lövånger, Västerbotten |           | 64.368777, 21.020481 | 10014400090002 | Ladda upp en bild av detta fornminne      |
| Lövånger 10:1                     | Röse                                 |              | Lövånger, Västerbotten |           | 64.408948, 21.060437 | 10014400100001 | Ladda upp en bild av detta fornminne      |
| Lövånger 11:1                     | Röse                                 |              | Lövånger, Västerbotten |           | 64.387546, 21.094615 | 10014400110001 | Ladda upp en bild av detta fornminne      |
| Lövånger 11:2                     | Röse                                 |              | Lövånger, Västerbotten |           | 64.387605, 21.094776 | 10014400110002 | Ladda upp en bild av detta fornminne      |
| Lövånger 12:1                     | Röse                                 |              | Lövånger, Västerbotten |           | 64.388105, 21.114881 | 10014400120001 | Ladda upp en bild av detta fornminne      |
| Lövånger 13:1                     | Gravfält                             |              | Lövånger, Västerbotten |           | 64.378016, 21.118127 | 10014400130001 | Ladda upp en bild av detta fornminne      |
| Lövånger 14:1                     | Röse                                 |              | Lövånger, Västerbotten |           | 64.380121, 21.116697 | 10014400140001 | Ladda upp en bild av detta fornminne      |
| Lövånger 16:1                     | Röse                                 |              | Lövånger, Västerbotten |           | 64.388429, 21.171846 | 10014400160001 | Ladda upp en bild av detta fornminne      |
| Lövånger 16:2                     | Röse                                 |              | Lövånger, Västerbotten |           | 64.388320, 21.171822 | 10014400160002 | Ladda upp en bild av detta fornminne      |
| Lövånger 16:3                     | Röse                                 |              | Lövånger, Västerbotten |           | 64.388331, 21.171521 | 10014400160003 | Ladda upp en bild av detta fornminne      |
| Lövånger 16:4                     | Röse                                 |              | Lövånger, Västerbotten |           | 64.388418, 21.171520 | 10014400160004 | Ladda upp en bild av detta fornminne      |
| Lövånger 19:1                     | Röse                                 |              | Lövånger, Västerbotten |           | 64.371178, 21.274587 | 10014400190001 | Ladda upp en bild av detta fornminne      |
| Lövånger 20:1                     | Röse                                 |              | Lövånger, Västerbotten |           | 64.370481, 21.275080 | 10014400200001 | Ladda upp en bild av detta fornminne      |
| Lövånger 21:1                     | Stensättning                         |              | Lövånger, Västerbotten |           | 64.372060, 21.277455 | 10014400210001 | Ladda upp en bild av detta fornminne      |
| Lövånger 22:1                     | Stensättning                         |              | Lövånger, Västerbotten |           | 64.369800, 21.292727 | 10014400220001 | Ladda upp en bild av detta fornminne      |
| Lövånger 22:2                     | Stensättning                         |              | Lövånger, Västerbotten |           | 64.369935, 21.292787 | 10014400220002 | Ladda upp en bild av detta fornminne      |
| Lövånger 24:1                     | Röse                                 |              | Lövånger, Västerbotten |           | 64.363992, 21.291263 | 10014400240001 | Ladda upp en bild av detta fornminne      |
| Lövånger 25:1                     | Röse                                 |              | Lövånger, Västerbotten |           | 64.423720, 21.197309 | 10014400250001 | Ladda upp en bild av detta fornminne      |
| Lövånger 25:2                     | Röse                                 |              | Lövånger, Västerbotten |           | 64.423597, 21.197109 | 10014400250002 | Ladda upp en bild av detta fornminne      |
| Lövånger 26:1                     | Gravfält                             |              | Lövånger, Västerbotten |           | 64.433973, 21.175668 | 10014400260001 | Ladda upp en bild av detta fornminne      |
| Lövånger 27:1                     | Röse                                 |              | Lövånger, Västerbotten |           | 64.420083, 21.203651 | 10014400270001 | Ladda upp en bild av detta fornminne      |
| Lövånger 27:2                     | Röse                                 |              | Lövånger, Västerbotten |           | 64.420421, 21.202755 | 10014400270002 | Ladda upp en bild av detta fornminne      |
| Lövånger 28:1                     | Röse                                 |              | Lövånger, Västerbotten |           | 64.392835, 21.289316 | 10014400280001 | Ladda upp en bild av detta fornminne      |
| Lövånger 32:1                     | Fiskeläge                            |              | Lövånger, Västerbotten |           | 64.356725, 21.424955 | 10014400320001 | Ladda upp en bild av detta fornminne      |
| Lövånger 35:1                     | Röse                                 |              | Lövånger, Västerbotten |           | 64.340404, 21.281130 | 10014400350001 | Ladda upp en bild av detta fornminne      |
| Lövånger 36:1                     | Stensättning                         |              | Lövånger, Västerbotten |           | 64.327515, 21.218126 | 10014400360001 | Ladda upp en bild av detta fornminne      |
| Lövånger 37:1                     | Röse                                 |              | Lövånger, Västerbotten |           | 64.313948, 21.204424 | 10014400370001 | Ladda upp en bild av detta fornminne      |
| Lövånger 37:2                     | Röse                                 |              | Lövånger, Västerbotten |           | 64.314066, 21.204500 | 10014400370002 | Ladda upp en bild av detta fornminne      |
| Lövånger 37:3                     | Stensättning                         |              | Lövånger, Västerbotten |           | 64.313955, 21.204799 | 10014400370003 | Ladda upp en bild av detta fornminne      |
| Lövånger 38:1                     | Röse                                 |              | Lövånger, Västerbotten |           | 64.311469, 21.202204 | 10014400380001 | Ladda upp en bild av detta fornminne      |
| Lövånger 40:1                     | Röse                                 |              | Lövånger, Västerbotten |           | 64.336338, 21.209114 | 10014400400001 | Ladda upp en bild av detta fornminne      |
| Lövånger 42:1                     | Röse                                 |              | Lövånger, Västerbotten |           | 64.311721, 21.201363 | 10014400420001 | Ladda upp en bild av detta fornminne      |
| Lövånger 43:1                     | Stensättning                         |              | Lövånger, Västerbotten |           | 64.311544, 21.202734 | 10014400430001 | Ladda upp en bild av detta fornminne      |
| Lövånger 44:1                     | Röse                                 |              | Lövånger, Västerbotten |           | 64.301141, 21.185726 | 10014400440001 | Ladda upp en bild av detta fornminne      |
| Lövånger 45:1                     | Röse                                 |              | Lövånger, Västerbotten |           | 64.299367, 21.204166 | 10014400450001 | Ladda upp en bild av detta fornminne      |
| Lövånger 46:1                     | Röse                                 |              | Lövånger, Västerbotten |           | 64.294747, 21.198865 | 10014400460001 | Ladda upp en bild av detta fornminne      |
| Lövånger 46:2                     | Stenkrets                            |              | Lövånger, Västerbotten |           | 64.294731, 21.198807 | 10014400460002 | Ladda upp en bild av detta fornminne      |
| Lövånger 47:1                     | Röse                                 |              | Lövånger, Västerbotten |           | 64.294396, 21.197699 | 10014400470001 | Ladda upp en bild av detta fornminne      |
| Lövånger 47:2                     | Röse                                 |              | Lövånger, Västerbotten |           | 64.294175, 21.197261 | 10014400470002 | Ladda upp en bild av detta fornminne      |
| Lövånger 47:3                     | Stensättning                         |              | Lövånger, Västerbotten |           | 64.294056, 21.197479 | 10014400470003 | Ladda upp en bild av detta fornminne      |
| Lövånger 49:1                     | Fiskeläge                            |              | Lövånger, Västerbotten |           | 64.296091, 21.336898 | 10014400490001 | Ladda upp en bild av detta fornminne      |
| Lövånger 50:1                     | Röse                                 |              | Lövånger, Västerbotten |           | 64.496185, 21.216960 | 10014400500001 | Ladda upp en bild av detta fornminne      |
| Lövånger 53:1                     | Stensättning                         |              | Lövånger, Västerbotten |           | 64.472818, 21.278964 | 10014400530001 | Ladda upp en bild av detta fornminne      |
| Lövånger 54:1                     | Röse                                 |              | Lövånger, Västerbotten |           | 64.472259, 21.258397 | 10014400540001 | Ladda upp en bild av detta fornminne      |
| Lövånger 55:1                     | Röse                                 |              | Lövånger, Västerbotten |           | 64.473190, 21.256466 | 10014400550001 | Ladda upp en bild av detta fornminne      |
| Lövånger 56:1                     | Röse                                 |              | Lövånger, Västerbotten |           | 64.472749, 21.257353 | 10014400560001 | Ladda upp en bild av detta fornminne      |
| Lövånger 57:1                     | Röse                                 |              | Lövånger, Västerbotten |           | 64.473782, 21.255219 | 10014400570001 | Ladda upp en bild av detta fornminne      |
| Lövånger 58:1                     | Stensättning                         |              | Lövånger, Västerbotten |           | 64.474024, 21.254298 | 10014400580001 | Ladda upp en bild av detta fornminne      |
| Lövånger 58:2                     | Stensättning                         |              | Lövånger, Västerbotten |           | 64.474045, 21.253725 | 10014400580002 | Ladda upp en bild av detta fornminne      |
| Lövånger 58:3                     | Stensättning                         |              | Lövånger, Västerbotten |           | 64.474048, 21.253163 | 10014400580003 | Ladda upp en bild av detta fornminne      |
| Lövånger 59:1                     | Röse                                 |              | Lövånger, Västerbotten |           | 64.481185, 21.238835 | 10014400590001 | Ladda upp en bild av detta fornminne      |
| Lövånger 60:1                     | Stensättning                         |              | Lövånger, Västerbotten |           | 64.505305, 21.352282 | 10014400600001 | Ladda upp en bild av detta fornminne      |
| Lövånger 60:2                     | Stensättning                         |              | Lövånger, Västerbotten |           | 64.505414, 21.352514 | 10014400600002 | Ladda upp en bild av detta fornminne      |
| Lövånger 61:1                     | Röse                                 |              | Lövånger, Västerbotten |           | 64.457313, 21.239486 | 10014400610001 | Ladda upp en bild av detta fornminne      |
| Lövånger 62:1                     | Stensättning                         |              | Lövånger, Västerbotten |           | 64.460662, 21.232537 | 10014400620001 | Ladda upp en bild av detta fornminne      |
| Lövånger 62:2                     | Stensättning                         |              | Lövånger, Västerbotten |           | 64.460634, 21.232306 | 10014400620002 | Ladda upp en bild av detta fornminne      |
| Lövånger 70:1                     | Fiskeläge                            |              | Lövånger, Västerbotten |           | 64.459956, 21.590532 | 10014400700001 | Ladda upp en bild av detta fornminne      |
| Lövånger 73:1                     | Fiskeläge                            |              | Lövånger, Västerbotten |           | 64.471266, 21.539980 | 10014400730001 | Ladda upp en bild av detta fornminne      |
| Lövånger 73:2                     | Röse                                 |              | Lövånger, Västerbotten |           | 64.471253, 21.541481 | 10014400730002 | Ladda upp en bild av detta fornminne      |
| Lövånger 75:1                     | Röse                                 |              | Lövånger, Västerbotten |           | 64.438695, 21.552422 | 10014400750001 | Ladda upp en bild av detta fornminne      |
| Lövånger 76:1                     | Röse                                 |              | Lövånger, Västerbotten |           | 64.436741, 21.555740 | 10014400760001 | Ladda upp en bild av detta fornminne      |
| Lövånger 77:1                     | Röse                                 |              | Lövånger, Västerbotten |           | 64.443241, 21.555483 | 10014400770001 | Ladda upp en bild av detta fornminne      |
| Grundskatan (Lövånger 78:1)       | Fiskeläge                            |              | Lövånger, Västerbotten |           | 64.442545, 21.607129 | 10014400780001 | Ladda upp en bild av detta fornminne      |
| 1) Grundskatan (Lövånger 78:2)    | Gravfält                             |              | Lövånger, Västerbotten |           | 64.442545, 21.607129 | 10014400780002 | Ladda upp en bild av detta fornminne      |
| Jungfrugraven (Lövånger 79:1)     | Kyrka/kapell                         |              | Lövånger, Västerbotten |           | 64.454414, 21.603463 | 10014400790001 | Ladda upp en bild av detta fornminne      |
| Lövånger 81:1                     | Fiskeläge                            |              | Lövånger, Västerbotten |           | 64.448441, 21.601464 | 10014400810001 | Ladda upp en bild av detta fornminne      |
| Lövånger 82:1                     | Röse                                 |              | Lövånger, Västerbotten |           | 64.450458, 21.601825 | 10014400820001 | Ladda upp en bild av detta fornminne      |
| Lövånger 83:1                     | Stensättning                         |              | Lövånger, Västerbotten |           | 64.450869, 21.601541 | 10014400830001 | Ladda upp en bild av detta fornminne      |
| Lövånger 88:1                     | Röse                                 |              | Lövånger, Västerbotten |           | 64.304456, 21.326931 | 10014400880001 | Ladda upp en bild av detta fornminne      |
| Lövånger 92:1                     | Fiskeläge                            |              | Lövånger, Västerbotten |           | 64.529970, 21.517914 | 10014400920001 | Ladda upp en bild av detta fornminne      |
| Lövånger 94:1                     | Stensättning                         |              | Lövånger, Västerbotten |           | 64.359621, 21.449492 | 10014400940001 | Ladda upp en bild av detta fornminne      |
| Lövånger 105:1                    | Stensättning                         |              | Lövånger, Västerbotten |           | 64.525425, 21.540681 | 10014401050001 | Ladda upp en bild av detta fornminne      |
| Lövånger 106:1                    | Fiskeläge                            |              | Lövånger, Västerbotten |           | 64.532467, 21.545021 | 10014401060001 | Ladda upp en bild av detta fornminne      |
| Lövånger 107:1                    | Fiskeläge                            |              | Lövånger, Västerbotten |           | 64.531639, 21.536681 | 10014401070001 | Ladda upp en bild av detta fornminne      |
| Lövånger 112:1                    | Fiskeläge                            |              | Lövånger, Västerbotten |           | 64.287342, 21.280116 | 10014401120001 | Ladda upp en bild av detta fornminne      |
| Lövånger 114:1                    | Fiskeläge                            |              | Lövånger, Västerbotten |           | 64.533648, 21.533731 | 10014401140001 | Ladda upp en bild av detta fornminne      |
| Lövånger 119:1                    | Stensättning                         |              | Lövånger, Västerbotten |           | 64.482957, 21.427152 | 10014401190001 | Ladda upp en bild av detta fornminne      |
| Lövånger 122:1                    | Fiskeläge                            |              | Lövånger, Västerbotten |           | 64.469796, 21.530653 | 10014401220001 | Ladda upp en bild av detta fornminne      |
| Lövånger 134:1                    | Fiskeläge                            |              | Lövånger, Västerbotten |           | 64.465089, 21.590367 | 10014401340001 | Ladda upp en bild av detta fornminne      |
| Lövånger 135:1                    | Fiskeläge                            |              | Lövånger, Västerbotten |           | 64.458342, 21.590589 | 10014401350001 | Ladda upp en bild av detta fornminne      |
| Lövånger 142:1                    | Husgrund, historisk tid              |              | Lövånger, Västerbotten |           | 64.453584, 21.604281 | 10014401420001 | Ladda upp en bild av detta fornminne      |
| Lövånger 142:3                    | Husgrund, historisk tid              |              | Lövånger, Västerbotten |           | 64.453699, 21.604090 | 10014401420003 | Ladda upp en bild av detta fornminne      |
| Kyrkbacken (Lövånger 147:1)       | Fiskeläge                            |              | Lövånger, Västerbotten |           | 64.358488, 21.422518 | 10014401470001 | Ladda upp en bild av detta fornminne      |
| Lövånger 148:1                    | Ristning, medeltid/historisk tid     |              | Lövånger, Västerbotten |           | 64.445063, 21.613557 | 10014401480001 | Ladda upp en bild av detta fornminne      |
| Lövånger 149:1                    | Fiskeläge                            |              | Lövånger, Västerbotten |           | 64.447151, 21.612777 | 10014401490001 | Ladda upp en bild av detta fornminne      |
| Lövånger 150:1                    | Fiskeläge                            |              | Lövånger, Västerbotten |           | 64.429181, 21.571970 | 10014401500001 | Ladda upp en bild av detta fornminne      |
| Lövånger 151:1                    | Stensättning                         |              | Lövånger, Västerbotten |           | 64.496461, 20.977217 | 10014401510001 | Ladda upp en bild av detta fornminne      |
| Lövånger 151:2                    | Stensättning                         |              | Lövånger, Västerbotten |           | 64.496504, 20.976709 | 10014401510002 | Ladda upp en bild av detta fornminne      |
| Lövånger 228:1                    | Röse                                 |              | Lövånger, Västerbotten |           | 64.416282, 21.054263 | 10014402280001 | Ladda upp en bild av detta fornminne      |
| Lövånger 229:1                    | Röse                                 |              | Lövånger, Västerbotten |           | 64.415531, 21.055956 | 10014402290001 | Ladda upp en bild av detta fornminne      |
| Lövånger 230:1                    | Röse                                 |              | Lövånger, Västerbotten |           | 64.410002, 21.033627 | 10014402300001 | Ladda upp en bild av detta fornminne      |
| Lövånger 236:1                    | Röse                                 |              | Lövånger, Västerbotten |           | 64.414951, 21.039102 | 10014402360001 | Ladda upp en bild av detta fornminne      |
| Lövånger 237:1                    | Röse                                 |              | Lövånger, Västerbotten |           | 64.440899, 21.002993 | 10014402370001 | Ladda upp en bild av detta fornminne      |
| Lövånger 252:1                    | Stensättning                         |              | Lövånger, Västerbotten |           | 64.508455, 21.357913 | 10014402520001 | Ladda upp en bild av detta fornminne      |
| Bissjöns fäbodar (Lövånger 261:1) | Fäbod                                |              | Lövånger, Västerbotten |           | 64.405593, 21.159090 | 10014402610001 | Ladda upp en bild av detta fornminne      |
| Bissjöns fäbodar (Lövånger 262:1) | Fäbod                                |              | Lövånger, Västerbotten |           | 64.407023, 21.164864 | 10014402620001 | Ladda upp en bild av detta fornminne      |
| Lövånger 263:1                    | Stensättning                         |              | Lövånger, Västerbotten |           | 64.509080, 21.390574 | 10014402630001 | Ladda upp en bild av detta fornminne      |
| Lövånger 266:1                    | Röse                                 |              | Lövånger, Västerbotten |           | 64.472978, 21.252441 | 10014402660001 | Ladda upp en bild av detta fornminne      |
| Lövånger 267:1                    | Röse                                 |              | Lövånger, Västerbotten |           | 64.473232, 21.249556 | 10014402670001 | Ladda upp en bild av detta fornminne      |
| Lövånger 267:2                    | Röse                                 |              | Lövånger, Västerbotten |           | 64.473073, 21.249098 | 10014402670002 | Ladda upp en bild av detta fornminne      |
| Lövånger 271:1                    | Naturföremål/-bildning med tradition |              | Lövånger, Västerbotten | Önnesmark | 64.464984, 21.296246 | 10014402710001 | Ladda upp en till bild av detta fornminne |
| Lövånger 272:1                    | Stensättning                         |              | Lövånger, Västerbotten |           | 64.464888, 21.233839 | 10014402720001 | Ladda upp en bild av detta fornminne      |
| Lövånger 274:1                    | Stensättning                         |              | Lövånger, Västerbotten |           | 64.457569, 21.232942 | 10014402740001 | Ladda upp en bild av detta fornminne      |
| Lövånger 274:2                    | Stensättning                         |              | Lövånger, Västerbotten |           | 64.457682, 21.233457 | 10014402740002 | Ladda upp en bild av detta fornminne      |
| Lövånger 274:3                    | Röse                                 |              | Lövånger, Västerbotten |           | 64.457453, 21.233433 | 10014402740003 | Ladda upp en bild av detta fornminne      |
| Lövånger 274:4                    | Stensättning                         |              | Lövånger, Västerbotten |           | 64.457368, 21.233873 | 10014402740004 | Ladda upp en bild av detta fornminne      |
| Lövånger 301:1                    | Stensättning                         |              | Lövånger, Västerbotten |           | 64.337265, 21.202529 | 10014403010001 | Ladda upp en bild av detta fornminne      |
| Lövånger 302:1                    | Stensättning                         |              | Lövånger, Västerbotten |           | 64.340247, 21.189427 | 10014403020001 | Ladda upp en bild av detta fornminne      |
| Lövånger 303:1                    | Stensättning                         |              | Lövånger, Västerbotten |           | 64.323879, 21.204620 | 10014403030001 | Ladda upp en bild av detta fornminne      |
| Lövånger 304:1                    | Stensättning                         |              | Lövånger, Västerbotten |           | 64.303526, 21.327668 | 10014403040001 | Ladda upp en bild av detta fornminne      |
| Lövånger 304:2                    | Stensättning                         |              | Lövånger, Västerbotten |           | 64.303435, 21.327790 | 10014403040002 | Ladda upp en bild av detta fornminne      |
| Lövånger 305:1                    | Stensättning                         |              | Lövånger, Västerbotten |           | 64.302522, 21.329419 | 10014403050001 | Ladda upp en bild av detta fornminne      |
| Lövånger 305:2                    | Stensättning                         |              | Lövånger, Västerbotten |           | 64.302447, 21.329553 | 10014403050002 | Ladda upp en bild av detta fornminne      |
| Lövånger 306:1                    | Fiskeläge                            |              | Lövånger, Västerbotten |           | 64.300644, 21.332676 | 10014403060001 | Ladda upp en bild av detta fornminne      |
| Lövånger 309:1                    | Stensättning                         |              | Lövånger, Västerbotten |           | 64.319620, 21.207310 | 10014403090001 | Ladda upp en bild av detta fornminne      |
| Lövånger 309:2                    | Stensättning                         |              | Lövånger, Västerbotten |           | 64.319537, 21.207136 | 10014403090002 | Ladda upp en bild av detta fornminne      |
| Lövånger 310:1                    | Stensättning                         |              | Lövånger, Västerbotten |           | 64.315367, 21.206135 | 10014403100001 | Ladda upp en bild av detta fornminne      |
| Lövånger 310:2                    | Stensättning                         |              | Lövånger, Västerbotten |           | 64.315358, 21.206376 | 10014403100002 | Ladda upp en bild av detta fornminne      |
| Lövånger 311:1                    | Röse                                 |              | Lövånger, Västerbotten |           | 64.312120, 21.190839 | 10014403110001 | Ladda upp en bild av detta fornminne      |
| Lövånger 311:2                    | Röse                                 |              | Lövånger, Västerbotten |           | 64.312105, 21.191078 | 10014403110002 | Ladda upp en bild av detta fornminne      |
| Hakarsfäboden (Lövånger 317:1)    | Fäbod                                |              | Lövånger, Västerbotten |           | 64.356576, 21.234243 | 10014403170001 | Ladda upp en bild av detta fornminne      |
| Lövånger 319:1                    | Fäbod                                |              | Lövånger, Västerbotten |           | 64.353214, 21.233144 | 10014403190001 | Ladda upp en bild av detta fornminne      |
| Lövånger 324:1                    | Stensättning                         |              | Lövånger, Västerbotten |           | 64.308309, 21.294461 | 10014403240001 | Ladda upp en bild av detta fornminne      |
| Lövånger 327:1                    | Stensättning                         |              | Lövånger, Västerbotten |           | 64.321410, 21.251243 | 10014403270001 | Ladda upp en bild av detta fornminne      |
| Lövånger 328:1                    | Fiskeläge                            |              | Lövånger, Västerbotten |           | 64.287860, 21.284229 | 10014403280001 | Ladda upp en bild av detta fornminne      |
| Lövånger 329:1                    | Fiskeläge                            |              | Lövånger, Västerbotten |           | 64.288192, 21.286974 | 10014403290001 | Ladda upp en bild av detta fornminne      |
| Lövånger 330:1                    | Fiskeläge                            |              | Lövånger, Västerbotten |           | 64.324716, 21.387577 | 10014403300001 | Ladda upp en bild av detta fornminne      |
| Lövånger 332:1                    | Stensättning                         |              | Lövånger, Västerbotten |           | 64.296949, 21.338331 | 10014403320001 | Ladda upp en bild av detta fornminne      |
| Lövånger 332:2                    | Stensättning                         |              | Lövånger, Västerbotten |           | 64.296799, 21.338941 | 10014403320002 | Ladda upp en bild av detta fornminne      |
| Lövånger 333:1                    | Fiskeläge                            |              | Lövånger, Västerbotten |           | 64.295316, 21.332907 | 10014403330001 | Ladda upp en bild av detta fornminne      |
| Lövånger 336:1                    | Stensättning                         |              | Lövånger, Västerbotten |           | 64.308269, 21.328399 | 10014403360001 | Ladda upp en bild av detta fornminne      |
| Lövånger 338:1                    | Stensättning                         |              | Lövånger, Västerbotten |           | 64.315830, 21.321557 | 10014403380001 | Ladda upp en bild av detta fornminne      |
| Lövånger 347:1                    | Stensättning                         |              | Lövånger, Västerbotten |           | 64.305201, 21.325589 | 10014403470001 | Ladda upp en bild av detta fornminne      |
| Lövånger 351:1                    | Röse                                 |              | Lövånger, Västerbotten |           | 64.403358, 21.241709 | 10014403510001 | Ladda upp en bild av detta fornminne      |
| Lövånger 354:1                    | Röse                                 |              | Lövånger, Västerbotten |           | 64.364117, 21.023545 | 10014403540001 | Ladda upp en bild av detta fornminne      |
| Lövånger 355:1                    | Röse                                 |              | Lövånger, Västerbotten |           | 64.371165, 21.015752 | 10014403550001 | Ladda upp en bild av detta fornminne      |
| Lövånger 355:2                    | Stensättning                         |              | Lövånger, Västerbotten |           | 64.371181, 21.015440 | 10014403550002 | Ladda upp en bild av detta fornminne      |
| Lövånger 355:3                    | Stensättning                         |              | Lövånger, Västerbotten |           | 64.370815, 21.016207 | 10014403550003 | Ladda upp en bild av detta fornminne      |
| Lövånger 370:1                    | Stensättning                         |              | Lövånger, Västerbotten |           | 64.406505, 21.021138 | 10014403700001 | Ladda upp en bild av detta fornminne      |
| Lövånger 373:1                    | Stensättning                         |              | Lövånger, Västerbotten |           | 64.405943, 21.228496 | 10014403730001 | Ladda upp en bild av detta fornminne      |
| Lövånger 373:2                    | Stensättning                         |              | Lövånger, Västerbotten |           | 64.405956, 21.228142 | 10014403730002 | Ladda upp en bild av detta fornminne      |
| Lövånger 373:3                    | Stensättning                         |              | Lövånger, Västerbotten |           | 64.406010, 21.227738 | 10014403730003 | Ladda upp en bild av detta fornminne      |
| Lövånger 373:4                    | Stensättning                         |              | Lövånger, Västerbotten |           | 64.406074, 21.228348 | 10014403730004 | Ladda upp en bild av detta fornminne      |
| Lövånger 374:1                    | Röse                                 |              | Lövånger, Västerbotten |           | 64.406426, 21.229023 | 10014403740001 | Ladda upp en bild av detta fornminne      |
| Lövånger 374:2                    | Stensättning                         |              | Lövånger, Västerbotten |           | 64.406426, 21.229023 | 10014403740002 | Ladda upp en bild av detta fornminne      |
| Lövånger 376:1                    | Stensättning                         |              | Lövånger, Västerbotten |           | 64.402822, 21.274179 | 10014403760001 | Ladda upp en bild av detta fornminne      |
| Lövånger 376:2                    | Stensättning                         |              | Lövånger, Västerbotten |           | 64.402822, 21.274179 | 10014403760002 | Ladda upp en bild av detta fornminne      |
| Lövånger 376:3                    | Stensättning                         |              | Lövånger, Västerbotten |           | 64.402872, 21.274073 | 10014403760003 | Ladda upp en bild av detta fornminne      |
| Lövånger 401:1                    | Stensättning                         |              | Lövånger, Västerbotten |           | 64.500718, 21.323061 | 10014404010001 | Ladda upp en bild av detta fornminne      |
| Lövånger 401:2                    | Stensättning                         |              | Lövånger, Västerbotten |           | 64.500438, 21.322509 | 10014404010002 | Ladda upp en bild av detta fornminne      |
| Lövånger 402:1                    | Stensättning                         |              | Lövånger, Västerbotten |           | 64.497529, 21.284053 | 10014404020001 | Ladda upp en bild av detta fornminne      |
| Lövånger 405:1                    | Röse                                 |              | Lövånger, Västerbotten |           | 64.407661, 21.195268 | 10014404050001 | Ladda upp en bild av detta fornminne      |
| Lövånger 408:1                    | Gravfält                             |              | Lövånger, Västerbotten |           | 64.310415, 21.202389 | 10014404080001 | Ladda upp en bild av detta fornminne      |
| Lövånger 452:1                    | Stensättning                         |              | Lövånger, Västerbotten |           | 64.444632, 21.551427 | 10014404520001 | Ladda upp en bild av detta fornminne      |
| Lövånger 460:1                    | Fiskeläge                            |              | Lövånger, Västerbotten |           | 64.382249, 21.494221 | 10014404600001 | Ladda upp en bild av detta fornminne      |
| Lövånger 471:1                    | Röse                                 |              | Lövånger, Västerbotten |           | 64.447538, 21.557304 | 10014404710001 | Ladda upp en bild av detta fornminne      |
| Lövånger 472:1                    | Stensättning                         |              | Lövånger, Västerbotten |           | 64.446407, 21.555972 | 10014404720001 | Ladda upp en bild av detta fornminne      |
| Lövånger 474:1                    | Fiskeläge                            |              | Lövånger, Västerbotten |           | 64.459907, 21.549062 | 10014404740001 | Ladda upp en bild av detta fornminne      |
| Lövånger 476:1                    | Röse                                 |              | Lövånger, Västerbotten |           | 64.461794, 21.547573 | 10014404760001 | Ladda upp en bild av detta fornminne      |
| Lövånger 476:2                    | Röse                                 |              | Lövånger, Västerbotten |           | 64.461892, 21.547369 | 10014404760002 | Ladda upp en bild av detta fornminne      |
| Lövånger 480:1                    | Fiskeläge                            |              | Lövånger, Västerbotten |           | 64.355002, 21.462915 | 10014404800001 | Ladda upp en bild av detta fornminne      |
| Lövånger 482:4                    | Röse                                 |              | Lövånger, Västerbotten |           | 64.419316, 21.522213 | 10014404820004 | Ladda upp en bild av detta fornminne      |
| Lövånger 483:1                    | Fiskeläge                            |              | Lövånger, Västerbotten |           | 64.330590, 21.409624 | 10014404830001 | Ladda upp en bild av detta fornminne      |
| Lövånger 485:1                    | Fiskeläge                            |              | Lövånger, Västerbotten |           | 64.323109, 21.422956 | 10014404850001 | Ladda upp en bild av detta fornminne      |
| Bjurö klubb (Lövånger 487:1)      | Fiskeläge                            |              | Lövånger, Västerbotten |           | 64.479002, 21.570813 | 10014404870001 | Ladda upp en bild av detta fornminne      |
| Lövånger 498:1                    | Fiskeläge                            |              | Lövånger, Västerbotten |           | 64.352826, 21.449728 | 10014404980001 | Ladda upp en bild av detta fornminne      |
| Lövånger 514:1                    | Röse                                 |              | Lövånger, Västerbotten |           | 64.412537, 21.161403 | 10014405140001 | Ladda upp en bild av detta fornminne      |
| Lövånger 522:1                    | Stensättning                         |              | Lövånger, Västerbotten |           | 64.364404, 21.253402 | 10014405220001 | Ladda upp en bild av detta fornminne      |
| Grubbfäboden (Lövånger 562)       | Fäbod                                |              | Lövånger, Västerbotten |           | 64.456801, 21.164453 | 12000000108206 | Ladda upp en bild av detta fornminne      |
| Jonfäboden (Lövånger 563)         | Fäbod                                |              | Lövånger, Västerbotten |           | 64.481388, 21.179276 | 12000000108265 | Ladda upp en bild av detta fornminne      |
| Lötfäboden (Lövånger 572)         | Fäbod                                |              | Lövånger, Västerbotten |           | 64.470972, 21.162292 | 12000000108292 | Ladda upp en bild av detta fornminne      |
| Gärde fäbodar (Lövånger 578)      | Fäbod                                |              | Lövånger, Västerbotten |           | 64.453262, 21.143117 | 12000000108298 | Ladda upp en bild av detta fornminne      |
| Morfäbodarna (Lövånger 599)       | Fäbod                                |              | Lövånger, Västerbotten |           | 64.471681, 21.175428 | 12000000108319 | Ladda upp en bild av detta fornminne      |

## Skellefteå socken
| Namn                                  | Lämningstyp                 | Tillkomsttid | Historisk indelning             | Plats | Läge                 | ID-nr          | Bild                                      |
| ------------------------------------- | --------------------------- | ------------ | ------------------------------- | ----- | -------------------- | -------------- | ----------------------------------------- |
| Skellefteå socken 117                 | Hällmålning                 |              | Skellefteå socken, Västerbotten |       | 64.776157, 20.324583 | 12000000029931 | Ladda upp en bild av detta fornminne      |
| Skellefteå socken 118                 | Hällmålning                 |              | Skellefteå socken, Västerbotten |       | 64.797197, 20.374578 | 12000000029934 | Ladda upp en bild av detta fornminne      |
| Skellefteå socken 121                 | Stensättning                |              | Skellefteå socken, Västerbotten |       | 64.797233, 20.374564 | 12000000029941 | Ladda upp en bild av detta fornminne      |
| Skellefteå socken 123                 | Hällmålning                 |              | Skellefteå socken, Västerbotten |       | 64.797168, 20.373182 | 12000000029943 | Ladda upp en bild av detta fornminne      |
| Skellefteå socken 178                 | Röse                        |              | Skellefteå socken, Västerbotten |       | 64.772634, 20.877506 | 12000000031989 | Ladda upp en bild av detta fornminne      |
| Skellefteå stad 1:1                   | Röse                        |              | Skellefteå socken, Västerbotten |       | 64.865586, 20.864852 | 10015000010001 | Ladda upp en bild av detta fornminne      |
| Skellefteå stad 3:1                   | Stensättning                |              | Skellefteå socken, Västerbotten |       | 64.824165, 21.020798 | 10015000030001 | Ladda upp en bild av detta fornminne      |
| Skellefteå stad 3:2                   | Stensättning                |              | Skellefteå socken, Västerbotten |       | 64.824247, 21.021024 | 10015000030002 | Ladda upp en bild av detta fornminne      |
| Skellefteå stad 4:1                   | Röse                        |              | Skellefteå socken, Västerbotten |       | 64.823825, 21.014007 | 10015000040001 | Ladda upp en bild av detta fornminne      |
| Skellefteå stad 5:1                   | Röse                        |              | Skellefteå socken, Västerbotten |       | 64.817589, 21.031045 | 10015000050001 | Ladda upp en bild av detta fornminne      |
| Skellefteå stad 5:2                   | Röse                        |              | Skellefteå socken, Västerbotten |       | 64.817430, 21.031512 | 10015000050002 | Ladda upp en bild av detta fornminne      |
| Skellefteå stad 6:1                   | Gravfält                    |              | Skellefteå socken, Västerbotten |       | 64.817131, 21.030079 | 10015000060001 | Ladda upp en till bild av detta fornminne |
| Skellefteå stad 7:1                   | Röse                        |              | Skellefteå socken, Västerbotten |       | 64.813335, 21.028653 | 10015000070001 | Ladda upp en bild av detta fornminne      |
| Skellefteå stad 8:1                   | Röse                        |              | Skellefteå socken, Västerbotten |       | 64.812283, 21.029801 | 10015000080001 | Ladda upp en bild av detta fornminne      |
| Skellefteå stad 14:1                  | Röse                        |              | Skellefteå socken, Västerbotten |       | 64.682322, 21.082569 | 10015000140001 | Ladda upp en bild av detta fornminne      |
| Skellefteå stad 14:2                  | Röse                        |              | Skellefteå socken, Västerbotten |       | 64.682353, 21.081924 | 10015000140002 | Ladda upp en bild av detta fornminne      |
| Skellefteå stad 14:3                  | Röse                        |              | Skellefteå socken, Västerbotten |       | 64.682387, 21.081720 | 10015000140003 | Ladda upp en bild av detta fornminne      |
| Skellefteå stad 15:1                  | Gravfält                    |              | Skellefteå socken, Västerbotten |       | 64.715508, 20.990597 | 10015000150001 | Ladda upp en bild av detta fornminne      |
| Skellefteå stad 17:1                  | Röse                        |              | Skellefteå socken, Västerbotten |       | 64.681795, 21.074634 | 10015000170001 | Ladda upp en bild av detta fornminne      |
| Skellefteå stad 18:1                  | Röse                        |              | Skellefteå socken, Västerbotten |       | 64.724182, 20.826141 | 10015000180001 | Ladda upp en bild av detta fornminne      |
| Skellefteå stad 18:2                  | Röse                        |              | Skellefteå socken, Västerbotten |       | 64.724092, 20.826440 | 10015000180002 | Ladda upp en bild av detta fornminne      |
| Skellefteå stad 22:1                  | Röse                        |              | Skellefteå socken, Västerbotten |       | 64.660949, 21.027022 | 10015000220001 | Ladda upp en bild av detta fornminne      |
| Skellefteå stad 23:1                  | Röse                        |              | Skellefteå socken, Västerbotten |       | 64.660992, 21.027668 | 10015000230001 | Ladda upp en bild av detta fornminne      |
| Skellefteå stad 29:1                  | Röse                        |              | Skellefteå socken, Västerbotten |       | 64.734837, 21.117335 | 10015000290001 | Ladda upp en bild av detta fornminne      |
| Skellefteå stad 29:2                  | Röse                        |              | Skellefteå socken, Västerbotten |       | 64.734563, 21.116924 | 10015000290002 | Ladda upp en bild av detta fornminne      |
| Skellefteå stad 29:3                  | Röse                        |              | Skellefteå socken, Västerbotten |       | 64.734554, 21.116691 | 10015000290003 | Ladda upp en bild av detta fornminne      |
| Skellefteå stad 29:4                  | Röse                        |              | Skellefteå socken, Västerbotten |       | 64.734545, 21.116437 | 10015000290004 | Ladda upp en bild av detta fornminne      |
| Skellefteå stad 30:1                  | Röse                        |              | Skellefteå socken, Västerbotten |       | 64.730219, 21.029248 | 10015000300001 | Ladda upp en bild av detta fornminne      |
| Skellefteå stad 35:1                  | Röse                        |              | Skellefteå socken, Västerbotten |       | 64.729098, 21.158389 | 10015000350001 | Ladda upp en bild av detta fornminne      |
| Skellefteå stad 35:2                  | Röse                        |              | Skellefteå socken, Västerbotten |       | 64.729230, 21.158456 | 10015000350002 | Ladda upp en bild av detta fornminne      |
| Skellefteå stad 42:1                  | Gravfält                    |              | Skellefteå socken, Västerbotten |       | 64.766603, 20.923348 | 10015000420001 | Ladda upp en bild av detta fornminne      |
| Skellefteå stad 43:1                  | Stensättning                |              | Skellefteå socken, Västerbotten |       | 64.744118, 20.869902 | 10015000430001 | Ladda upp en bild av detta fornminne      |
| Skellefteå stad 43:2                  | Stensättning                |              | Skellefteå socken, Västerbotten |       | 64.744111, 20.870154 | 10015000430002 | Ladda upp en bild av detta fornminne      |
| Trollkläppen (Skellefteå stad 44:1)   | Gravfält                    |              | Skellefteå socken, Västerbotten |       | 64.764696, 20.844500 | 10015000440001 | Ladda upp en bild av detta fornminne      |
| Skellefteå stad 45:1                  | Stensättning                |              | Skellefteå socken, Västerbotten |       | 64.765887, 20.850874 | 10015000450001 | Ladda upp en bild av detta fornminne      |
| Skellefteå stad 45:2                  | Röse                        |              | Skellefteå socken, Västerbotten |       | 64.766032, 20.850541 | 10015000450002 | Ladda upp en bild av detta fornminne      |
| Skellefteå stad 45:3                  | Röse                        |              | Skellefteå socken, Västerbotten |       | 64.766170, 20.850462 | 10015000450003 | Ladda upp en bild av detta fornminne      |
| Skellefteå stad 74:1                  | Röse                        |              | Skellefteå socken, Västerbotten |       | 64.869797, 20.928772 | 10015000740001 | Ladda upp en bild av detta fornminne      |
| Skellefteå stad 75:1                  | Stensättning                |              | Skellefteå socken, Västerbotten |       | 64.869551, 20.930989 | 10015000750001 | Ladda upp en bild av detta fornminne      |
| Skellefteå stad 76:1                  | Röse                        |              | Skellefteå socken, Västerbotten |       | 64.877100, 20.893531 | 10015000760001 | Ladda upp en bild av detta fornminne      |
| Skellefteå stad 76:2                  | Röse                        |              | Skellefteå socken, Västerbotten |       | 64.877235, 20.893788 | 10015000760002 | Ladda upp en bild av detta fornminne      |
| Skellefteå stad 76:3                  | Röse                        |              | Skellefteå socken, Västerbotten |       | 64.877376, 20.893603 | 10015000760003 | Ladda upp en bild av detta fornminne      |
| Skellefteå stad 77:1                  | Grav markerad av sten/block |              | Skellefteå socken, Västerbotten |       | 64.874450, 20.924082 | 10015000770001 | Ladda upp en bild av detta fornminne      |
| Skellefteå stad 77:2                  | Stensättning                |              | Skellefteå socken, Västerbotten |       | 64.874590, 20.924447 | 10015000770002 | Ladda upp en bild av detta fornminne      |
| Skellefteå stad 78:1                  | Stensättning                |              | Skellefteå socken, Västerbotten |       | 64.857649, 20.895988 | 10015000780001 | Ladda upp en bild av detta fornminne      |
| Skellefteå stad 78:2                  | Stensättning                |              | Skellefteå socken, Västerbotten |       | 64.857470, 20.895956 | 10015000780002 | Ladda upp en bild av detta fornminne      |
| Skellefteå stad 79:1                  | Röse                        |              | Skellefteå socken, Västerbotten |       | 64.851829, 20.893696 | 10015000790001 | Ladda upp en bild av detta fornminne      |
| Skellefteå stad 80:1                  | Röse                        |              | Skellefteå socken, Västerbotten |       | 64.856713, 20.880840 | 10015000800001 | Ladda upp en bild av detta fornminne      |
| Skellefteå stad 81:1                  | Röse                        |              | Skellefteå socken, Västerbotten |       | 64.850662, 20.936760 | 10015000810001 | Ladda upp en bild av detta fornminne      |
| Skellefteå stad 81:2                  | Röse                        |              | Skellefteå socken, Västerbotten |       | 64.850713, 20.937128 | 10015000810002 | Ladda upp en bild av detta fornminne      |
| Skellefteå stad 81:3                  | Röse                        |              | Skellefteå socken, Västerbotten |       | 64.850838, 20.937151 | 10015000810003 | Ladda upp en bild av detta fornminne      |
| Skellefteå stad 81:4                  | Röse                        |              | Skellefteå socken, Västerbotten |       | 64.850981, 20.937177 | 10015000810004 | Ladda upp en bild av detta fornminne      |
| Skellefteå stad 82:1                  | Röse                        |              | Skellefteå socken, Västerbotten |       | 64.861490, 20.953662 | 10015000820001 | Ladda upp en bild av detta fornminne      |
| Skellefteå stad 82:2                  | Röse                        |              | Skellefteå socken, Västerbotten |       | 64.861778, 20.953652 | 10015000820002 | Ladda upp en bild av detta fornminne      |
| Skellefteå stad 83:1                  | Stensättning                |              | Skellefteå socken, Västerbotten |       | 64.877296, 20.892510 | 10015000830001 | Ladda upp en bild av detta fornminne      |
| Skellefteå stad 84:1                  | Röse                        |              | Skellefteå socken, Västerbotten |       | 64.791685, 20.996220 | 10015000840001 | Ladda upp en bild av detta fornminne      |
| Skellefteå stad 84:2                  | Stensättning                |              | Skellefteå socken, Västerbotten |       | 64.791545, 20.996379 | 10015000840002 | Ladda upp en bild av detta fornminne      |
| Skellefteå stad 85:1                  | Gravfält                    |              | Skellefteå socken, Västerbotten |       | 64.804785, 21.035098 | 10015000850001 | Ladda upp en bild av detta fornminne      |
| Skellefteå stad 100:1                 | Röse                        |              | Skellefteå socken, Västerbotten |       | 64.821380, 21.022077 | 10015001000001 | Ladda upp en bild av detta fornminne      |
| Skellefteå stad 100:2                 | Röse                        |              | Skellefteå socken, Västerbotten |       | 64.821654, 21.021491 | 10015001000002 | Ladda upp en bild av detta fornminne      |
| Skellefteå stad 100:3                 | Stensättning                |              | Skellefteå socken, Västerbotten |       | 64.821652, 21.021807 | 10015001000003 | Ladda upp en bild av detta fornminne      |
| Skellefteå stad 100:4                 | Stensättning                |              | Skellefteå socken, Västerbotten |       | 64.821547, 21.021725 | 10015001000004 | Ladda upp en bild av detta fornminne      |
| Skellefteå stad 102:1                 | Röse                        |              | Skellefteå socken, Västerbotten |       | 64.711904, 21.218493 | 10015001020001 | Ladda upp en bild av detta fornminne      |
| Skellefteå stad 102:2                 | Röse                        |              | Skellefteå socken, Västerbotten |       | 64.711624, 21.218752 | 10015001020002 | Ladda upp en bild av detta fornminne      |
| Skellefteå stad 103:1                 | Röse                        |              | Skellefteå socken, Västerbotten |       | 64.710212, 21.227558 | 10015001030001 | Ladda upp en bild av detta fornminne      |
| Ryssgravar (Skellefteå stad 104:1)    | Röse                        |              | Skellefteå socken, Västerbotten |       | 64.715832, 21.210019 | 10015001040001 | Ladda upp en bild av detta fornminne      |
| Ryssgravar (Skellefteå stad 104:2)    | Röse                        |              | Skellefteå socken, Västerbotten |       | 64.715908, 21.209698 | 10015001040002 | Ladda upp en bild av detta fornminne      |
| Skellefteå stad 105:1                 | Röse                        |              | Skellefteå socken, Västerbotten |       | 64.717076, 21.209496 | 10015001050001 | Ladda upp en bild av detta fornminne      |
| Skellefteå stad 106:1                 | Röse                        |              | Skellefteå socken, Västerbotten |       | 64.734057, 21.187323 | 10015001060001 | Ladda upp en bild av detta fornminne      |
| Skellefteå stad 107:1                 | Röse                        |              | Skellefteå socken, Västerbotten |       | 64.738880, 21.191661 | 10015001070001 | Ladda upp en bild av detta fornminne      |
| Skellefteå stad 108:1                 | Röse                        |              | Skellefteå socken, Västerbotten |       | 64.749799, 21.213150 | 10015001080001 | Ladda upp en bild av detta fornminne      |
| Skellefteå stad 109:1                 | Röse                        |              | Skellefteå socken, Västerbotten |       | 64.752211, 21.208859 | 10015001090001 | Ladda upp en bild av detta fornminne      |
| Skellefteå stad 111:1                 | Röse                        |              | Skellefteå socken, Västerbotten |       | 64.767396, 21.192621 | 10015001110001 | Ladda upp en bild av detta fornminne      |
| Skellefteå stad 112:1                 | Röse                        |              | Skellefteå socken, Västerbotten |       | 64.766537, 21.192729 | 10015001120001 | Ladda upp en bild av detta fornminne      |
| Skellefteå stad 112:2                 | Röse                        |              | Skellefteå socken, Västerbotten |       | 64.766515, 21.192325 | 10015001120002 | Ladda upp en bild av detta fornminne      |
| Skellefteå stad 112:3                 | Stensättning                |              | Skellefteå socken, Västerbotten |       | 64.766572, 21.192483 | 10015001120003 | Ladda upp en bild av detta fornminne      |
| Skellefteå stad 113:1                 | Röse                        |              | Skellefteå socken, Västerbotten |       | 64.766046, 21.192868 | 10015001130001 | Ladda upp en bild av detta fornminne      |
| Skellefteå stad 113:2                 | Röse                        |              | Skellefteå socken, Västerbotten |       | 64.766012, 21.192567 | 10015001130002 | Ladda upp en bild av detta fornminne      |
| Skellefteå stad 113:3                 | Röse                        |              | Skellefteå socken, Västerbotten |       | 64.766003, 21.192291 | 10015001130003 | Ladda upp en bild av detta fornminne      |
| Skellefteå stad 114:1                 | Röse                        |              | Skellefteå socken, Västerbotten |       | 64.765337, 21.192312 | 10015001140001 | Ladda upp en bild av detta fornminne      |
| Skellefteå stad 114:2                 | Stensättning                |              | Skellefteå socken, Västerbotten |       | 64.765539, 21.192730 | 10015001140002 | Ladda upp en bild av detta fornminne      |
| Skellefteå stad 115:1                 | Röse                        |              | Skellefteå socken, Västerbotten |       | 64.774191, 21.196010 | 10015001150001 | Ladda upp en bild av detta fornminne      |
| Skellefteå stad 115:2                 | Röse                        |              | Skellefteå socken, Västerbotten |       | 64.774130, 21.195703 | 10015001150002 | Ladda upp en bild av detta fornminne      |
| Skellefteå stad 115:3                 | Röse                        |              | Skellefteå socken, Västerbotten |       | 64.774066, 21.195206 | 10015001150003 | Ladda upp en bild av detta fornminne      |
| Skellefteå stad 115:4                 | Röse                        |              | Skellefteå socken, Västerbotten |       | 64.773872, 21.196139 | 10015001150004 | Ladda upp en bild av detta fornminne      |
| Skellefteå stad 116:1                 | Stensättning                |              | Skellefteå socken, Västerbotten |       | 64.778563, 21.217840 | 10015001160001 | Ladda upp en bild av detta fornminne      |
| Skellefteå stad 117:1                 | Stensättning                |              | Skellefteå socken, Västerbotten |       | 64.778917, 21.222188 | 10015001170001 | Ladda upp en bild av detta fornminne      |
| Skellefteå stad 117:2                 | Stensättning                |              | Skellefteå socken, Västerbotten |       | 64.778920, 21.221830 | 10015001170002 | Ladda upp en bild av detta fornminne      |
| Skellefteå stad 117:3                 | Stensättning                |              | Skellefteå socken, Västerbotten |       | 64.778835, 21.221941 | 10015001170003 | Ladda upp en bild av detta fornminne      |
| Skellefteå stad 118:1                 | Röse                        |              | Skellefteå socken, Västerbotten |       | 64.687634, 21.174138 | 10015001180001 | Ladda upp en bild av detta fornminne      |
| Skellefteå stad 119:1                 | Röse                        |              | Skellefteå socken, Västerbotten |       | 64.691083, 21.169840 | 10015001190001 | Ladda upp en bild av detta fornminne      |
| Skellefteå stad 120:1                 | Röse                        |              | Skellefteå socken, Västerbotten |       | 64.738565, 21.191912 | 10015001200001 | Ladda upp en bild av detta fornminne      |
| Skellefteå stad 120:2                 | Röse                        |              | Skellefteå socken, Västerbotten |       | 64.738482, 21.192191 | 10015001200002 | Ladda upp en bild av detta fornminne      |
| Skellefteå stad 120:3                 | Stensättning                |              | Skellefteå socken, Västerbotten |       | 64.738253, 21.193029 | 10015001200003 | Ladda upp en bild av detta fornminne      |
| Skellefteå stad 121:1                 | Röse                        |              | Skellefteå socken, Västerbotten |       | 64.759414, 21.257359 | 10015001210001 | Ladda upp en bild av detta fornminne      |
| Skellefteå stad 121:2                 | Stensättning                |              | Skellefteå socken, Västerbotten |       | 64.759396, 21.256323 | 10015001210002 | Ladda upp en bild av detta fornminne      |
| Skellefteå stad 129:1                 | Röse                        |              | Skellefteå socken, Västerbotten |       | 64.711377, 21.218135 | 10015001290001 | Ladda upp en bild av detta fornminne      |
| Skellefteå stad 130:1                 | Röse                        |              | Skellefteå socken, Västerbotten |       | 64.710126, 21.226489 | 10015001300001 | Ladda upp en bild av detta fornminne      |
| Skellefteå stad 131:1                 | Röse                        |              | Skellefteå socken, Västerbotten |       | 64.710091, 21.225725 | 10015001310001 | Ladda upp en bild av detta fornminne      |
| Skellefteå stad 132:1                 | Röse                        |              | Skellefteå socken, Västerbotten |       | 64.710070, 21.224816 | 10015001320001 | Ladda upp en bild av detta fornminne      |
| Skellefteå stad 133:1                 | Röse                        |              | Skellefteå socken, Västerbotten |       | 64.716846, 21.208690 | 10015001330001 | Ladda upp en bild av detta fornminne      |
| Skellefteå stad 174:1                 | Stensättning                |              | Skellefteå socken, Västerbotten |       | 64.725622, 21.207482 | 10015001740001 | Ladda upp en bild av detta fornminne      |
| Skellefteå stad 202:1                 | Stensättning                |              | Skellefteå socken, Västerbotten |       | 64.725736, 20.997515 | 10015002020001 | Ladda upp en bild av detta fornminne      |
| Skellefteå stad 205:1                 | Stensättning                |              | Skellefteå socken, Västerbotten |       | 64.698604, 21.026872 | 10015002050001 | Ladda upp en bild av detta fornminne      |
| Skellefteå stad 207:1                 | Stensättning                |              | Skellefteå socken, Västerbotten |       | 64.730356, 20.960586 | 10015002070001 | Ladda upp en bild av detta fornminne      |
| Skellefteå stad 208:1                 | Röse                        |              | Skellefteå socken, Västerbotten |       | 64.723837, 20.974574 | 10015002080001 | Ladda upp en bild av detta fornminne      |
| Skellefteå stad 208:2                 | Stensättning                |              | Skellefteå socken, Västerbotten |       | 64.723781, 20.974395 | 10015002080002 | Ladda upp en bild av detta fornminne      |
| Skellefteå stad 208:3                 | Stensättning                |              | Skellefteå socken, Västerbotten |       | 64.723866, 20.974264 | 10015002080003 | Ladda upp en bild av detta fornminne      |
| Skellefteå stad 208:4                 | Stensättning                |              | Skellefteå socken, Västerbotten |       | 64.724075, 20.975474 | 10015002080004 | Ladda upp en bild av detta fornminne      |
| Skellefteå stad 209:1                 | Stensättning                |              | Skellefteå socken, Västerbotten |       | 64.728112, 20.967708 | 10015002090001 | Ladda upp en bild av detta fornminne      |
| Skellefteå stad 211:1                 | Stensättning                |              | Skellefteå socken, Västerbotten |       | 64.711955, 21.042631 | 10015002110001 | Ladda upp en bild av detta fornminne      |
| Skellefteå stad 211:2                 | Stensättning                |              | Skellefteå socken, Västerbotten |       | 64.712057, 21.042545 | 10015002110002 | Ladda upp en bild av detta fornminne      |
| Skellefteå stad 214:1                 | Stensättning                |              | Skellefteå socken, Västerbotten |       | 64.700918, 20.999872 | 10015002140001 | Ladda upp en bild av detta fornminne      |
| Skellefteå stad 214:2                 | Stensättning                |              | Skellefteå socken, Västerbotten |       | 64.700853, 20.999943 | 10015002140002 | Ladda upp en bild av detta fornminne      |
| Skellefteå stad 215:1                 | Röse                        |              | Skellefteå socken, Västerbotten |       | 64.693420, 21.024414 | 10015002150001 | Ladda upp en bild av detta fornminne      |
| Skellefteå stad 216:1                 | Stensättning                |              | Skellefteå socken, Västerbotten |       | 64.681210, 21.075721 | 10015002160001 | Ladda upp en bild av detta fornminne      |
| Skellefteå stad 217:1                 | Stensättning                |              | Skellefteå socken, Västerbotten |       | 64.775906, 21.066646 | 10015002170001 | Ladda upp en bild av detta fornminne      |
| Skellefteå stad 220:1                 | Stensättning                |              | Skellefteå socken, Västerbotten |       | 64.774019, 21.203862 | 10015002200001 | Ladda upp en bild av detta fornminne      |
| Skellefteå stad 222:1                 | Stensättning                |              | Skellefteå socken, Västerbotten |       | 64.759414, 21.259404 | 10015002220001 | Ladda upp en bild av detta fornminne      |
| Skellefteå stad 223:1                 | Stensättning                |              | Skellefteå socken, Västerbotten |       | 64.718585, 20.963739 | 10015002230001 | Ladda upp en bild av detta fornminne      |
| Skellefteå stad 225:1                 | Stensättning                |              | Skellefteå socken, Västerbotten |       | 64.818199, 21.031342 | 10015002250001 | Ladda upp en bild av detta fornminne      |
| Skellefteå stad 225:2                 | Stensättning                |              | Skellefteå socken, Västerbotten |       | 64.818214, 21.030881 | 10015002250002 | Ladda upp en bild av detta fornminne      |
| Spännarberget (Skellefteå stad 228:1) | Röse                        |              | Skellefteå socken, Västerbotten |       | 64.825771, 20.996597 | 10015002280001 | Ladda upp en bild av detta fornminne      |
| Skellefteå stad 237:1                 | Stensättning                |              | Skellefteå socken, Västerbotten |       | 64.852998, 20.937585 | 10015002370001 | Ladda upp en bild av detta fornminne      |
| Skellefteå stad 249:1                 | Stensättning                |              | Skellefteå socken, Västerbotten |       | 64.853644, 20.933243 | 10015002490001 | Ladda upp en bild av detta fornminne      |
| Skellefteå stad 250:1                 | Stensättning                |              | Skellefteå socken, Västerbotten |       | 64.851983, 20.895562 | 10015002500001 | Ladda upp en bild av detta fornminne      |
| Skellefteå stad 301:1                 | Röse                        |              | Skellefteå socken, Västerbotten |       | 64.871233, 20.851855 | 10015003010001 | Ladda upp en bild av detta fornminne      |
| Skellefteå stad 301:2                 | Stensättning                |              | Skellefteå socken, Västerbotten |       | 64.871139, 20.851964 | 10015003010002 | Ladda upp en bild av detta fornminne      |
| Skellefteå stad 318:1                 | Röse                        |              | Skellefteå socken, Västerbotten |       | 64.863602, 20.872332 | 10015003180001 | Ladda upp en bild av detta fornminne      |
| Skellefteå stad 318:2                 | Stensättning                |              | Skellefteå socken, Västerbotten |       | 64.863486, 20.872585 | 10015003180002 | Ladda upp en bild av detta fornminne      |
| Skellefteå stad 318:3                 | Stensättning                |              | Skellefteå socken, Västerbotten |       | 64.863347, 20.872433 | 10015003180003 | Ladda upp en bild av detta fornminne      |
| Skellefteå stad 318:4                 | Röse                        |              | Skellefteå socken, Västerbotten |       | 64.863623, 20.871976 | 10015003180004 | Ladda upp en bild av detta fornminne      |
| Skellefteå stad 319:1                 | Röse                        |              | Skellefteå socken, Västerbotten |       | 64.864188, 20.870939 | 10015003190001 | Ladda upp en bild av detta fornminne      |
| Skellefteå stad 323:1                 | Stensättning                |              | Skellefteå socken, Västerbotten |       | 64.869638, 20.925233 | 10015003230001 | Ladda upp en bild av detta fornminne      |
| Skellefteå stad 328:1                 | Stensättning                |              | Skellefteå socken, Västerbotten |       | 64.765115, 20.853190 | 10015003280001 | Ladda upp en bild av detta fornminne      |
| Skellefteå stad 344:1                 | Röse                        |              | Skellefteå socken, Västerbotten |       | 64.765969, 20.927173 | 10015003440001 | Ladda upp en bild av detta fornminne      |
| Skellefteå stad 344:2                 | Röse                        |              | Skellefteå socken, Västerbotten |       | 64.766041, 20.926825 | 10015003440002 | Ladda upp en bild av detta fornminne      |
| Skellefteå stad 345:1                 | Stensättning                |              | Skellefteå socken, Västerbotten |       | 64.766717, 20.927033 | 10015003450001 | Ladda upp en bild av detta fornminne      |
| Skellefteå stad 371:1                 | Stensättning                |              | Skellefteå socken, Västerbotten |       | 64.601913, 21.261741 | 10015003710001 | Ladda upp en bild av detta fornminne      |
| Skellefteå stad 372:1                 | Röse                        |              | Skellefteå socken, Västerbotten |       | 64.602972, 21.268367 | 10015003720001 | Ladda upp en bild av detta fornminne      |
| Skellefteå stad 373:1                 | Röse                        |              | Skellefteå socken, Västerbotten |       | 64.603017, 21.269822 | 10015003730001 | Ladda upp en bild av detta fornminne      |
| Skellefteå stad 374:1                 | Röse                        |              | Skellefteå socken, Västerbotten |       | 64.602739, 21.270269 | 10015003740001 | Ladda upp en bild av detta fornminne      |
| Skellefteå stad 374:2                 | Röse                        |              | Skellefteå socken, Västerbotten |       | 64.602652, 21.269958 | 10015003740002 | Ladda upp en bild av detta fornminne      |
| Skellefteå stad 374:3                 | Röse                        |              | Skellefteå socken, Västerbotten |       | 64.602663, 21.269667 | 10015003740003 | Ladda upp en bild av detta fornminne      |
| Skellefteå stad 374:4                 | Röse                        |              | Skellefteå socken, Västerbotten |       | 64.602758, 21.270000 | 10015003740004 | Ladda upp en bild av detta fornminne      |
| Skellefteå stad 376:1                 | Röse                        |              | Skellefteå socken, Västerbotten |       | 64.600654, 21.253482 | 10015003760001 | Ladda upp en bild av detta fornminne      |
| Skellefteå stad 377:1                 | Röse                        |              | Skellefteå socken, Västerbotten |       | 64.598352, 21.283255 | 10015003770001 | Ladda upp en bild av detta fornminne      |
| Skellefteå stad 377:2                 | Röse                        |              | Skellefteå socken, Västerbotten |       | 64.598677, 21.282986 | 10015003770002 | Ladda upp en bild av detta fornminne      |
| Skellefteå stad 378:1                 | Gravfält                    |              | Skellefteå socken, Västerbotten |       | 64.596606, 21.284736 | 10015003780001 | Ladda upp en bild av detta fornminne      |
| Skellefteå stad 383:1                 | Stensättning                |              | Skellefteå socken, Västerbotten |       | 64.561534, 21.241253 | 10015003830001 | Ladda upp en bild av detta fornminne      |

## Skellefteå stad
| Namn                  | Lämningstyp  | Tillkomsttid | Historisk indelning           | Plats | Läge                 | ID-nr          | Bild                                      |
| --------------------- | ------------ | ------------ | ----------------------------- | ----- | -------------------- | -------------- | ----------------------------------------- |
| Skellefteå stad 19:1  | Röse         |              | Skellefteå stad, Västerbotten |       | 64.717483, 21.158467 | 10015000190001 | Ladda upp en bild av detta fornminne      |
| Skellefteå stad 24:1  | Gravfält     |              | Skellefteå stad, Västerbotten |       | 64.754415, 21.001042 | 10015000240001 | Ladda upp en till bild av detta fornminne |
| Skellefteå stad 25:1  | Röse         |              | Skellefteå stad, Västerbotten |       | 64.755233, 21.001899 | 10015000250001 | Ladda upp en till bild av detta fornminne |
| Skellefteå stad 26:1  | Röse         |              | Skellefteå stad, Västerbotten |       | 64.742482, 21.051890 | 10015000260001 | Ladda upp en bild av detta fornminne      |
| Skellefteå stad 26:2  | Röse         |              | Skellefteå stad, Västerbotten |       | 64.742412, 21.051589 | 10015000260002 | Ladda upp en bild av detta fornminne      |
| Skellefteå stad 28:1  | Röse         |              | Skellefteå stad, Västerbotten |       | 64.734134, 21.108169 | 10015000280001 | Ladda upp en bild av detta fornminne      |
| Skellefteå stad 31:1  | Stensättning |              | Skellefteå stad, Västerbotten |       | 64.723040, 21.132133 | 10015000310001 | Ladda upp en bild av detta fornminne      |
| Skellefteå stad 32:1  | Röse         |              | Skellefteå stad, Västerbotten |       | 64.724730, 21.124483 | 10015000320001 | Ladda upp en bild av detta fornminne      |
| Skellefteå stad 32:2  | Stensättning |              | Skellefteå stad, Västerbotten |       | 64.724842, 21.123874 | 10015000320002 | Ladda upp en bild av detta fornminne      |
| Skellefteå stad 33:1  | Stensättning |              | Skellefteå stad, Västerbotten |       | 64.724905, 21.123360 | 10015000330001 | Ladda upp en bild av detta fornminne      |
| Skellefteå stad 34:1  | Röse         |              | Skellefteå stad, Västerbotten |       | 64.725260, 21.121702 | 10015000340001 | Ladda upp en bild av detta fornminne      |
| Skellefteå stad 101:1 | Röse         |              | Skellefteå stad, Västerbotten |       | 64.703790, 21.205866 | 10015001010001 | Ladda upp en bild av detta fornminne      |
| Skellefteå stad 101:2 | Röse         |              | Skellefteå stad, Västerbotten |       | 64.703805, 21.205534 | 10015001010002 | Ladda upp en bild av detta fornminne      |
| Skellefteå stad 101:3 | Röse         |              | Skellefteå stad, Västerbotten |       | 64.703891, 21.206140 | 10015001010003 | Ladda upp en bild av detta fornminne      |
| Skellefteå stad 110:1 | Stensättning |              | Skellefteå stad, Västerbotten |       | 64.714422, 21.173000 | 10015001100001 | Ladda upp en bild av detta fornminne      |
| Skellefteå stad 126:1 | Röse         |              | Skellefteå stad, Västerbotten |       | 64.703562, 21.205296 | 10015001260001 | Ladda upp en bild av detta fornminne      |
| Skellefteå stad 127:1 | Röse         |              | Skellefteå stad, Västerbotten |       | 64.703633, 21.206783 | 10015001270001 | Ladda upp en bild av detta fornminne      |
| Skellefteå stad 128:1 | Röse         |              | Skellefteå stad, Västerbotten |       | 64.703406, 21.207347 | 10015001280001 | Ladda upp en bild av detta fornminne      |
| Skellefteå stad 233:1 | Stensättning |              | Skellefteå stad, Västerbotten |       | 64.729821, 21.115487 | 10015002330001 | Ladda upp en bild av detta fornminne      |